# Purpurbrauner Mutterkornpilz
Der Purpurbraune Mutterkornpilz (Claviceps purpurea), vereinfacht auch Mutterkornpilz genannt, ist ein zur Gattung der Mutterkornpilze (Claviceps) gehörender Schlauchpilz, der auf Roggen und anderen Süßgräsern wächst und parasitiert. Eine Infektion der Ähren der Gräser ist durch die vom Mutterkornpilz gebildeten purpurfarbenen bis schwarzen Sklerotien, den Mutterkörnern, zu erkennen. Die Bezeichnung Mutterkorn wurde in Zusammenhang gebracht mit der, beispielsweise wehenauslösenden, Wirkung des Pilzes auf die Gebärmutter. Im 17. Jahrhundert wurde die Droge in die Praxis von Heilern oder Badern eingeführt.

## Ökologie

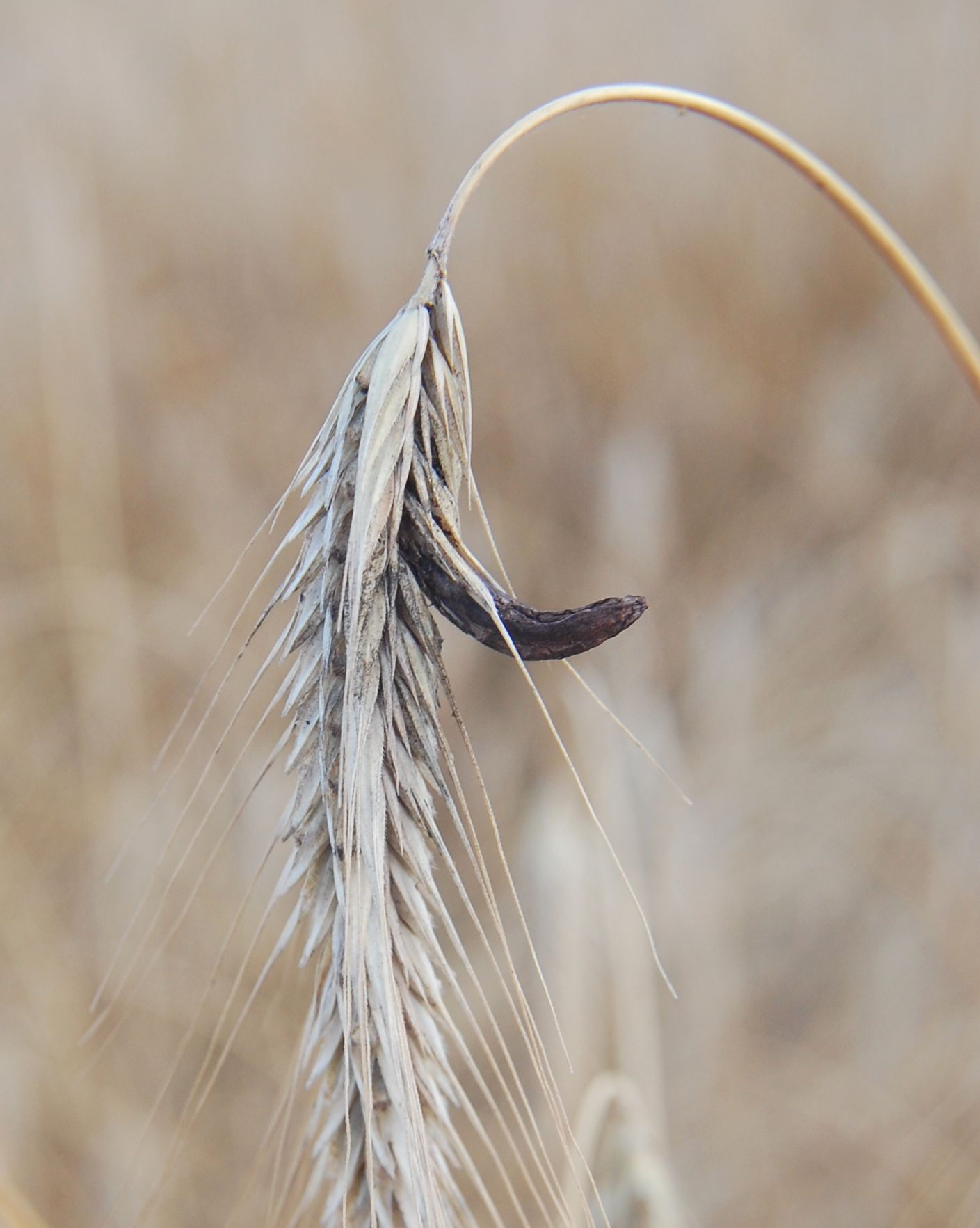
Roggenähre mit Sklerotium („Mutterkorn“) des Mutterkornpilzes

Claviceps purpurea ist insbesondere in Regionen mit gemäßigtem Klima anzutreffen. Im Gegensatz zu den meisten anderen Vertretern seiner Gattung zeigt Claviceps purpurea nur eine relativ geringe Wirtsspezifität. Neben dem Roggen, der bevorzugten Wirtspflanze, parasitiert der Mutterkornpilz auch auf anderen Getreidearten, einschließlich Triticale, Weizen, Hafer und Gerste, sowie auf Wildgräsern wie der Quecke, Lolch oder Acker-Fuchsschwanzgras. Diese geringe Selektivität ermöglicht dem Pilz das Überleben auf Wildgräsern am Feldrain nach der Getreideernte und eine Neuausbreitung nach der nächsten Aussaat.

## Fortpflanzung

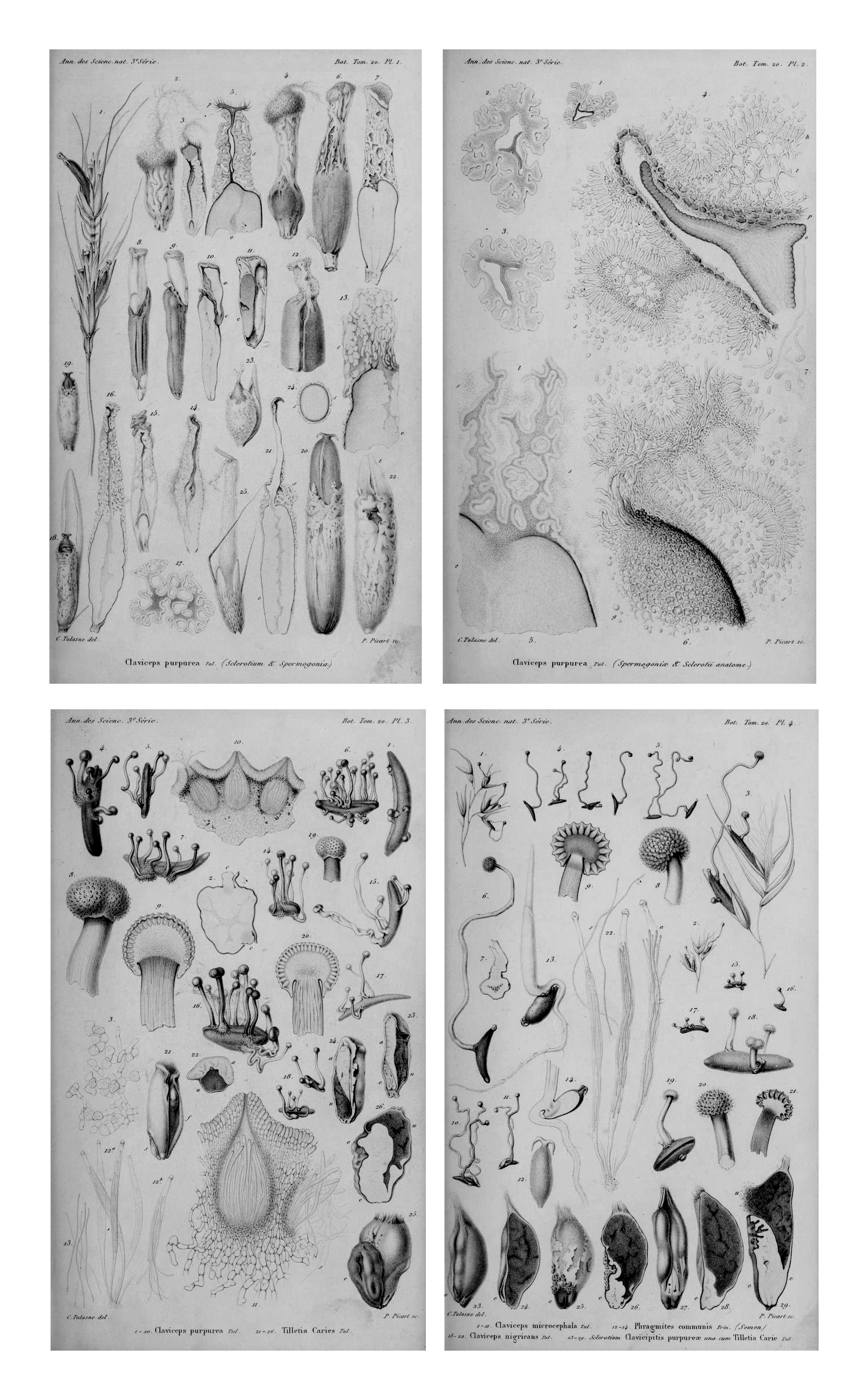
Abbildungen aus: L. R. Tulasne: Mémoire sur l’ergot des glumacés. 1853

Erst im Jahre 1853 beschrieb der französische Mykologe Louis René Tulasne den kompletten Zyklus des Pilzes Claviceps purpurea.
Der Purpurbraune Mutterkornpilz ist zur geschlechtlichen (sexuellen) und zur ungeschlechtlichen (asexuellen) Vermehrung befähigt. Wie bei allen Schlauchpilzen überwiegt die haploide Phase. Eine diploide Phase spielt nur für kurze Zeit bei der geschlechtlichen Vermehrung eine Rolle.

### Primärinfektion (geschlechtlich)
Zur Zeit der Ausreifung fallen die Sklerotien gemeinsam mit den Getreidekörnern zur Erde und überwintern. Im folgenden Frühjahr entwickeln sich aus dem Sklerotium unter Verschmelzung kompatibler Hyphen mehrere gestielte köpfchenartige Fruchtkörper mit zahlreichen Perithecien. Jedes Perithecium bildet im Inneren zahlreiche schlauchförmige Asci, die unter meiotischen Teilungen jeweils acht haploide Ascosporen produzieren. Zum Zeitpunkt der Gräser- und Getreideblüte werden die Ascosporen freigesetzt und mit dem Wind verbreitet und dringen als Keimhyphen über die Narben unbefruchteter Blüten in die Fruchtknoten ein. Diese Art der Infektion wird auch als Primärinfektion bezeichnet.

### Sekundärinfektion (ungeschlechtlich)
Während des Sphacelia-Stadiums, vor der Bildung des Sklerotiums, entwickeln sich aus dem Myzel des Purpurbraunen Mutterkornpilzes, durch Abschnürung an Hyphen, die Konidiosporen. Diese Konidiosporen werden durch das Reiben zwischen den Ähren, über den Regen, über den Wind oder über Insekten verbreitet. Letztere werden von einer süßen Flüssigkeit angelockt, welche Honigtau ähnelt, die vom Purpurbraunen Mutterkornpilz durch Zersetzung des Getreidesamens gebildet wird. Die Konidiosporen gelangen ähnlich den Ascosporen in den Fruchtkörper der blühenden Gräser. Die Bedeutung der Insekten bei der Sekundärinfektion nimmt dabei einen besonderen Stellenwert ein.

### Bildung des Sklerotiums
Nach einer Infektion der Fruchtkörper blühender Gräser bildet sich aus den Sporen ein Pilzmyzel. Dieses durchwuchert im Sphacelia-Stadium den Fruchtknoten unter Bildung einer weichen weißen Masse. Später tritt daraus unter Zersetzung der Frucht der Honigtau aus. Das Myzel reift schließlich zu einem hornartigen, dunkelpurpurnen bis schwarzen Sklerotium, der Dauerform des Mutterkornpilzes, heran.

## Kultivierung
Der Mutterkornpilz kann durch Infektion von Getreidefeldern (parasitische Kultur) oder in vitro kultiviert werden (saprophytische Kultur). Seine Kultivierung dient der Gewinnung der Droge Mutterkorn und der daraus zu gewinnenden Mutterkornalkaloide.

### Freilandkultur
Die parasitische Kultur erfolgt durch Beimpfung von Roggen- oder Triticalepflanzen mit einer aus einer In-vitro-Kultur gewonnenen Konidiensuspension mit Hilfe von Impfmaschinen, kurz nachdem die Ähren aus den umgebenden Hüllblättern hervortreten. Nach der Ernte des Getreides können die durch den Purpurbraunen Mutterkornpilz infizierten Körner maschinell ausgelesen werden. Die Methode der parasitischen Kultur besitzt auf Grund von gesundheitlichen Risiken heute kaum noch eine Bedeutung.

### In-vitro-Kultur
Zur Gewinnung der vom Purpurbraunen Mutterkornpilz produzierten Mutterkornalkaloide werden heute vorrangig saprophytische In-vitro-Kulturverfahren unter Verwendung selektierter Claviceps-purpurea-Stämme, die unter diesen Bedingungen zur Alkaloidproduktion befähigt sind, benutzt. Die besten Ausbeuten werden mit Hilfe der Submersfermentation unter Verwendung verschiedener Wachstums- und Produktionsmedien erreicht. Im Labormaßstab kann der Mutterkornpilz auch auf Agarmedien kultiviert werden.

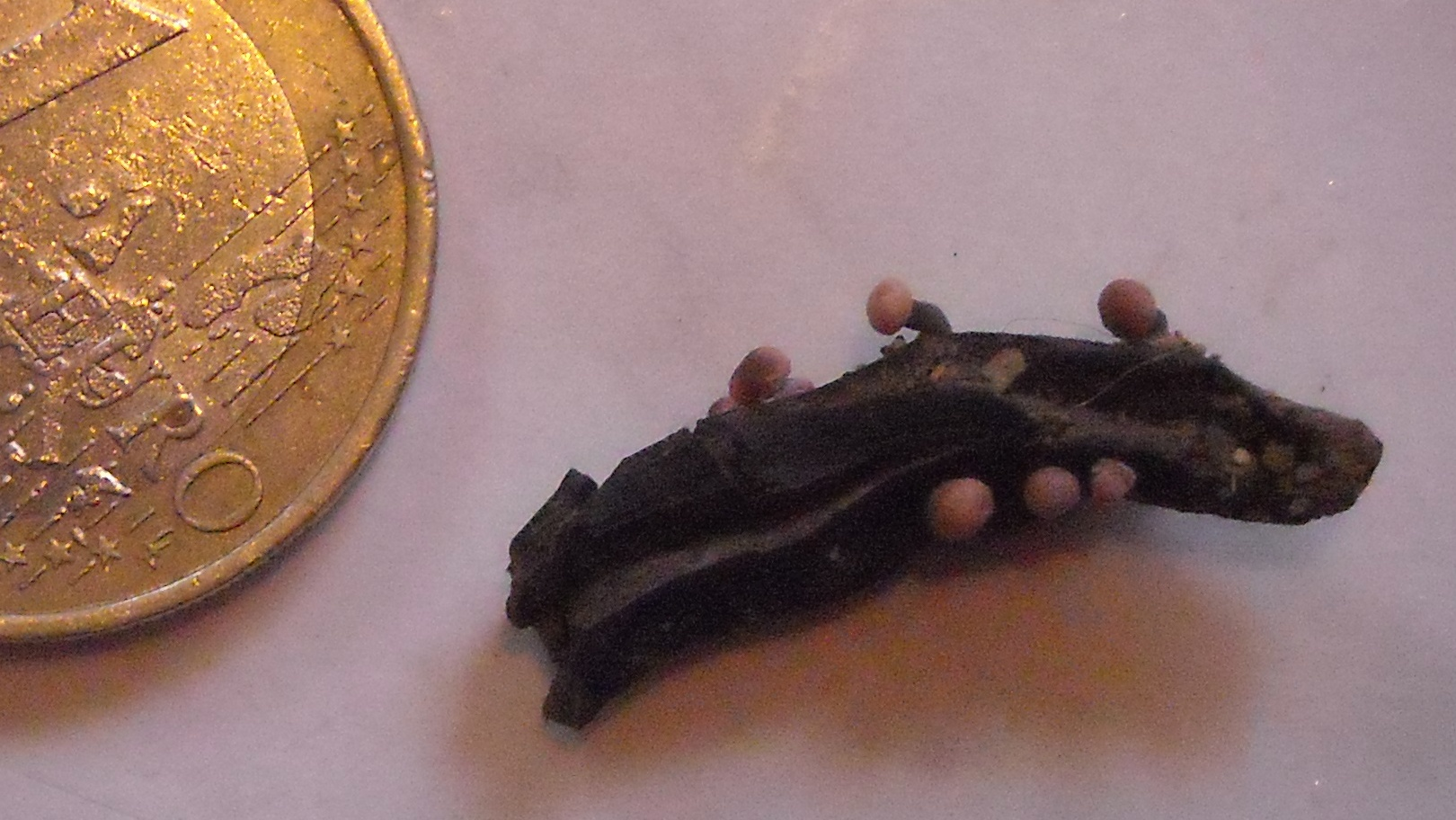
Sklerotium von Claviceps purpurea mit Fruchtkörpern
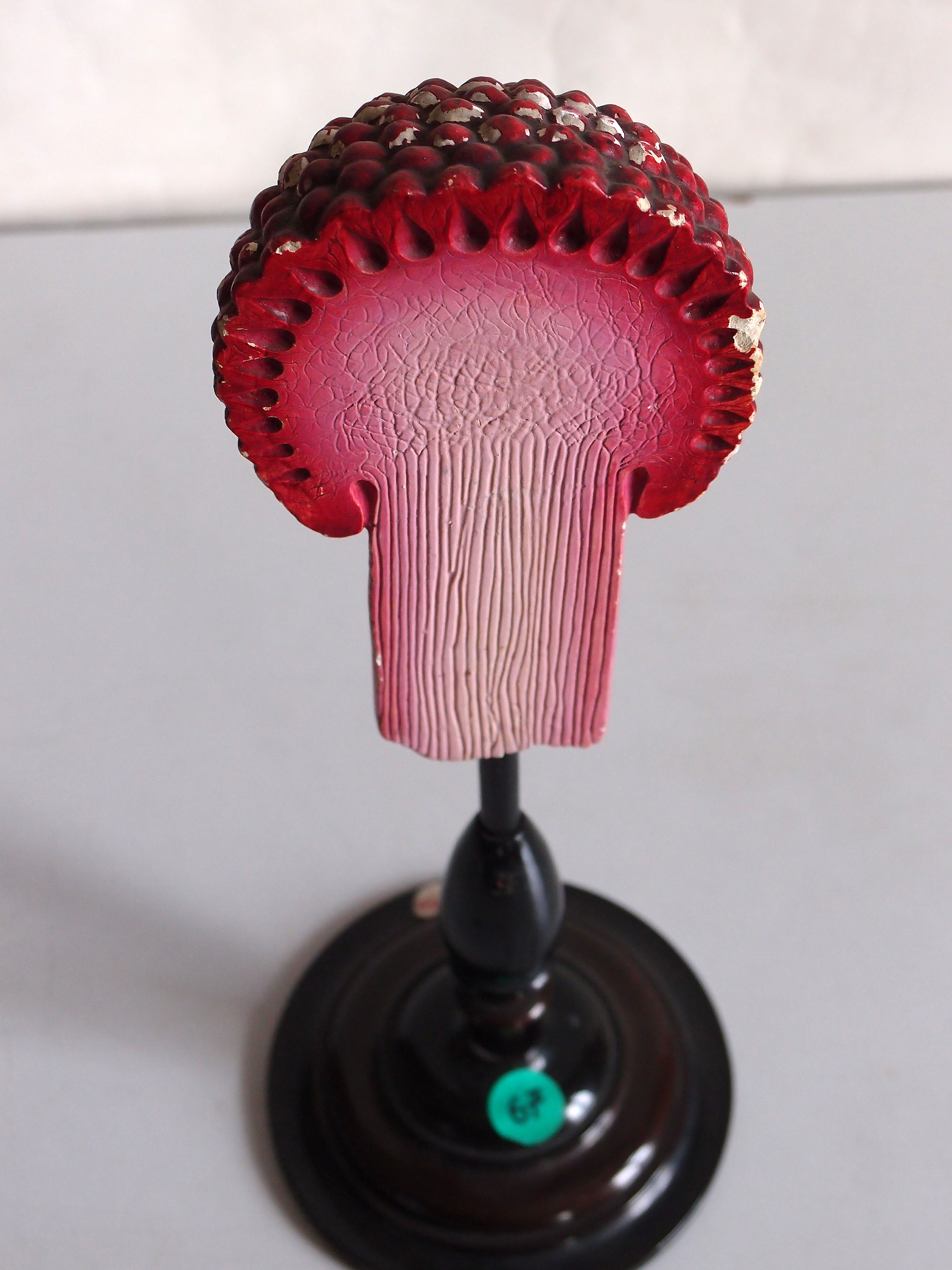
Modell eines Mutterkornpilzes, Botanisches Museum Greifswald
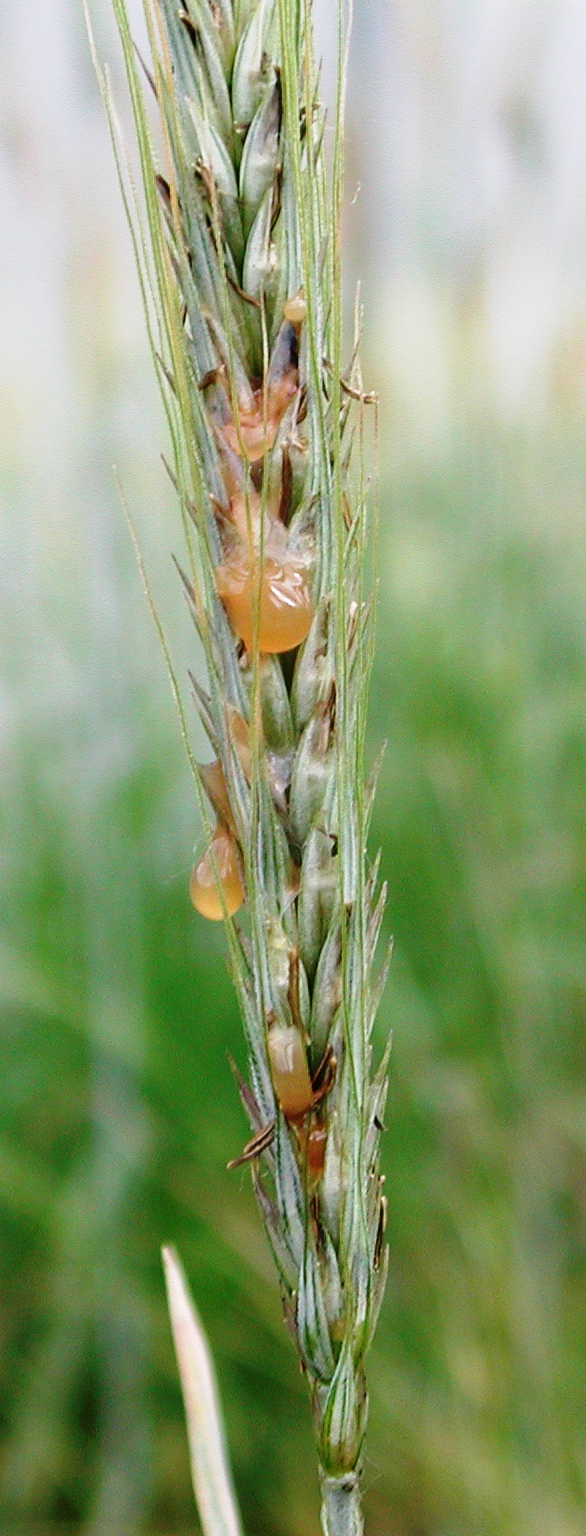
Honigtau auf Roggen
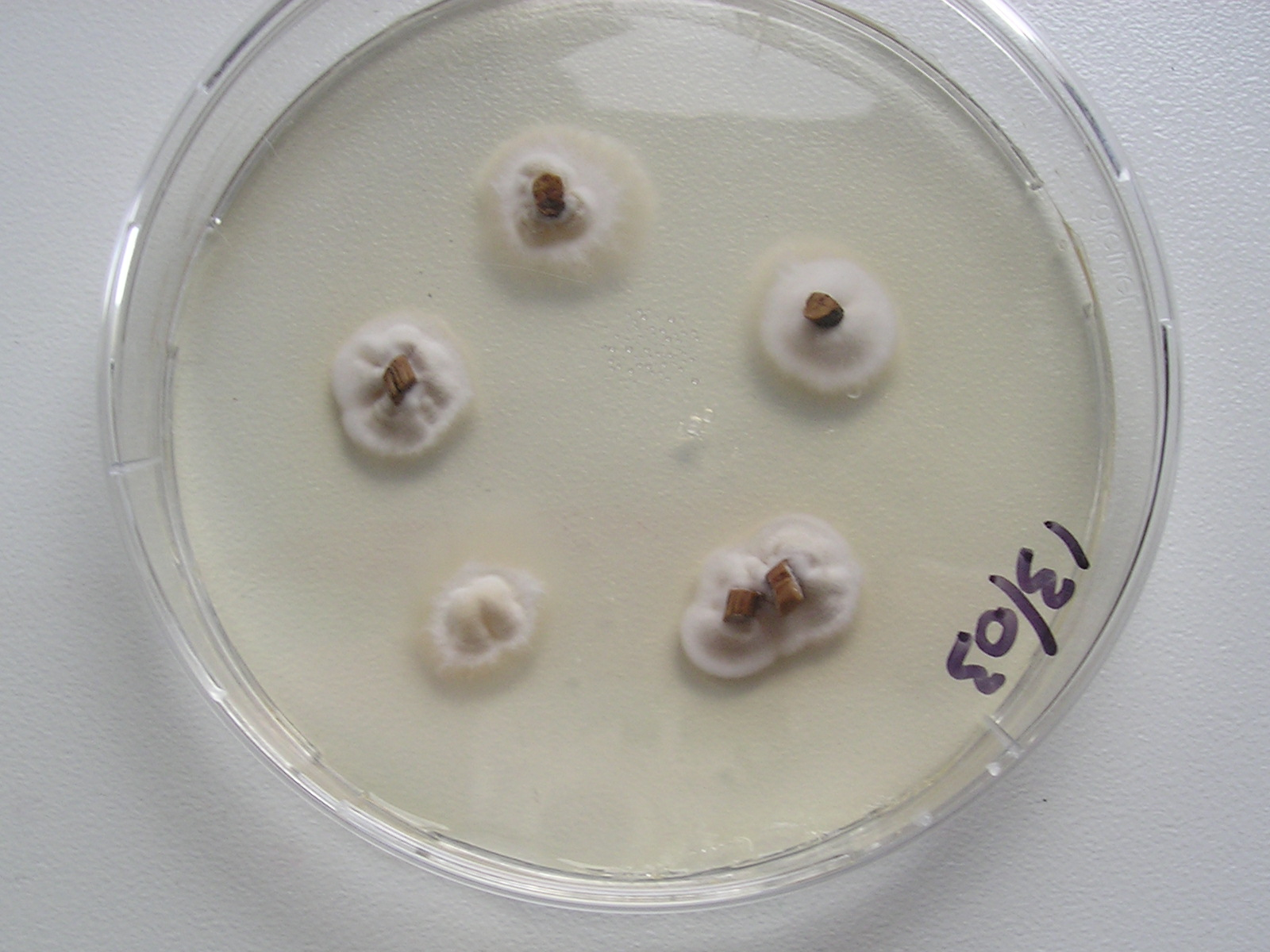
Laborkultur von Claviceps purpurea